# Ringenes Herre
 Denne artikel omhandler romanen af J.R.R. Tolkien. For filmen instrueret af Peter Jackson, se Ringenes Herre (film).
 For alternative betydninger, se Ringenes Herre (flertydig). (Se også artikler, som begynder med Ringenes Herre)
Ringenes Herre (originaltitel: The Lord of the Rings) er en større roman delt op i 3 "overdele" (tit misforstået for at være tre separate bøger), som kan deles yderligere i i alt 6 underdele. Værket er skrevet af John Ronald Reuel Tolkien. Tolkien arbejdede på værket i årene 1936 til 1949, med udgivelse fra 21. juli 1954 til oktober 1955; Serien er blandt de mest populære skønlitterære værker i den engelsktalende verden.
Handlingen i Ringenes Herre foregår i en imaginær forhistorisk verden, Middle Earth, i den danske oversættelse kaldet  Midgård. Tolkien er tydeligvis inspireret af bl.a. den nordiske mytologi. Tolkiens version af Midgård er beboet af mennesker, elverfolk, hobbitter (de halvlange), dværge, enter, trolde og orker.
Flere figurer fra Tolkiens roman Hobbitten, udgivet i 1937, optræder i bøgerne; blandt andre hobbitten Bilbo Sækker, troldmanden Gandalf og elveren Elrond fra Kløvedal.
Op gennem 1980'erne tog rollespillere og computerspillere romantrilogien til sig som skoleeksempel på, hvordan man seriøst kunne skabe en overbevisende virtuel verden.

## Synopsis
Ringenes Herre blev oprindeligt udgivet i tre bind: Eventyret om Ringen, De to Tårne og Kongen vender tilbage, der alle er opdelt i to bøger og dermed i alt seks. Der er et forord og en prolog i Eventyret om Ringen samt seks appendiks i Kongen vender tilbage. I prologen fortælles der om hobbitterne og deres levevis, og der gives et kort resume af Hobbitten, hvori ringen spillede en åbenbar mindre rolle.

### Eventyret om Ringen
Første bog i Eventyret om Ringen starter ca. 60 år efter slutningen af Hobbitten, i Herredet, hjem for det lille landlige folk hobbitterne. Bilbo Sækker fejrer sin 111-års fødselsdag med en mægtig fest, men forlader festen ved hjælp af sin magiske ring som gør usynlig. Senere samme aften tager han af sted fra sin by og efterlader alle sine ejendele - også ringen - til Frodo.
Troldmanden Gandalf finder efter 17 år ud af, at ringen i virkeligheden er den store Herskerring, hvori troldmanden Sauron for tusinder af år siden lagde mange af sine kræfter. Mange tror ham død og borte, men Gandalf ved Sauron ikke kan dø fordi hans livskraft er knyttet til denne Ring - og han søger den for at kunne vende tilbage og herske igen. Sauron er hverken død eller levende på grund af samme Ring, men kan stadig påvirke verden omkring sig fra sit hjem i landet Mordor.
Forklædt som sorte ryttere sender Sauron sine tjenere Ringånderne til Herredet for at finde ringen. Frodo undslipper dog med hjælp fra sin trofaste gartner Samvis Gammegod og sine to venner, ballademagerne Meriadoc Brændebuk og Peregrin Toker. Frodo og de andre tager af sted mod Kløvedal med ringen, og får undervejs hjælp af Tom Bombadil - dels menneske, dels utæmmet naturkraft - og en mand der kalder sig Traver. Traver leder dem, efter Gandalfs ønske, igennem vildmarkerne mod Kløvedal hvor elverne bor, men undervejs bliver Frodo såret af ringånderne under en kamp. Selskabet når dog frem til Kløvedal i sidste øjeblik, og bogen slutter med at Frodo mister bevidstheden.
I anden bog i Eventyret om Ringen kommer Frodo sig ved hjælp af elveren Elrond, Kløvedals hersker. Frodo møder Bilbo igen, som nu bor hos elverne. Der bliver afholdt et stormøde med repræsentanter fra de store racer i Midgård (elver, dværge og mennesker). Gandalf fortæller om Ringen og om den nyligt opståede fare fra Saruman, lederen af troldmandsordenen, der ønsker ringen til sig selv. Han fortæller også om Traver, som i virkeligheden er arvtager til menneskeriget Gondor's kongetrone. For at opfylde en gammel profeti om kongens tilbagevenden, må Aragorn udrustes med det kongelige sværd Narsil, der i sin tid huggede ringen af Saurons hånd. Efter at have diskuteret forskellige muligheder enes rådet om, at det eneste der kan redde Midgård er at bringe ringen til Mordor og kaste den ned i Dommedagsbjerget, hvor den blev støbt - det er eneste måde at ødelægge den på. Frodo melder sig frivilligt til opgaven og fællesskabet om ringen bliver skabt for at hjælpe ham. Det består foruden Frodo af Merry, Pippin, Samvis, Gandalf, Aragorn, Boromir, Gimli og Legolas.
Gruppen drager gennem lavland og over bjerge indtil de når dværgeriget Moria dybt under en bjergkæde. Her opdager de at de bliver forfulgt af væsenet Gollum. Bilbo har mødt ham tidligere samme sted, som beskrevet i Hobbitten, og det var her, Bilbo fandt den magiske Ring. Gollum var engang selv en hobbit, og han fandt Ringen ved et tilfælde. Ringen gav han et unaturligt langt liv på over 600 år, men forgiftede hans sind, og han prøver desperat på igen at få fingre i sin "dyrebare". Moria er øde og ødelagt af orker, og gruppen bliver angrebet undervejs af en stor skare orker. Næsten ude slås Gandalf mod en Balrog, et urgammelt, dæmonisk væsen, og falder ned i en dyb kløft, hvor han, tilsyneladende, møder sin død. Resten af gruppen, nu ledet af Aragorn, undslipper fra Moria og flygter ind i skovriget Lothlórien, hvor de møder elverdronningen Galadriel.
Ringfællesskabet rejser derfra videre af den store flod Anduin, og Frodo beslutter at forlade de andre, da han kan se den effekt ringen har på Boromir. Gruppen bliver angrebet af orker og i forvirringen lykkes det Frodo og Sam at slippe væk. Boromir bliver dræbt af orkerne, og Merry og Pippin bliver bortført, da orkernes leder, troldmanden Saruman, har givet ordre om at hobbitterne, som han ved er i besiddelse af ringen, skal bringes til ham.

### De to Tårne
Andet bind, De to Tårne, starter hvor fællesskabet splittes, og følger derfor to parallelle handlingsforløb.
I Tredje bog fortælles om hvordan fællesskabets tilbageværende medlemmer hjælper menneskelandet Rohan i dets krig mod Saruman. I starten af bogen drager Aragorn, Legolas og Gimli ud for at finde Merry og Pippins bortførere. De møder Gandalf, der er vendt tilbage som "Gandalf den hvide". Hans sejrrige kamp mod balroggen kostede ham livet, men han er blevet sendt endnu mægtigere tilbage til Midgård for at hjælpe de gode kræfter. Gandalf, Aragorn, Legolas og Gimli hjælper Rohan i slaget ved Helms Kløft, Rohan's store fæstning der altid har betydet sikkerhed. Merry og Pippin undslipper orkernes fangenskab og flygter ind i skoven Fangorn, hvor de møder enterne og huornerne, skovens levende træer - og de slår kræfterne sammen i et angreb på Saruman i Isengard, som ender med Saruman's tilfangetagelse.
Fjerde bog fortæller om Frodo og Sams oplevelser på vejen mod Dommedagsbjerget. Det lykkes dem at fange og tæmme Gollum, der viser dem hemmelig vej ind i Mordor, gennem den frygtede dal ved Minas Morgul. Gollum forråder imidlertid Frodo og fører ham ind til kæmpeedderkoppen Shelob. Frodo overlever mødet, men bliver taget til fange af orker. Samtidig indleder Sauron et storstilet angreb på Gondor og Midgård fra samme Minas Morgul.

### Kongen vender tilbage
Gandalf, Aragorn og de andres videre eventyr, bliver fortalt i den femte bog. De tager del i de sidste kampe mod Saurons hære, der i blandt slaget ved Minas Tirith i Gondor og den klimaktiske kamp på liv og død foran Den Sorte Port, hvor alliancen mellem Gondor og Rohan kæmper en desperat kamp for at trække Saurons opmærksomhed væk fra ringen og dermed give Frodo ekstra tid til at ødelægge den.
I sjette bog redder Sam Frodo fra fangenskab, og de to når efter mange genvordigheder når de endelig frem til Dommedagsbjerget, forfulgt af Gollum. Inde i selve bjerget bliver Ringens tiltrækningskraft dog for meget for Frodo, og han gør selv krav på den. I samme øjeblik angriber Gollum ham og bider fingeren med Ringen af ham. Vanvittig af sin triumf, falder Gollum ned i bjergets brændende indre, og Ringen bliver ødelagt.
Således bliver Sauron forvist fra verden, hans regime ender og al hans gerning bliver til støv. Således starter Menneskenes Tidsalder, Aragorn bliver kronet som konge og gifter sig med Elronds datter, Arwen. Alt er dog ikke ovre, for Saruman undslipper fra sit fangenskab og tager magten i Herredet. De fire hobbitter vender derfor hjem til et ødelagt og underkuet Herred. De har imidlertid lært noget på deres rejser, og de starter et oprør som hurtigt vinder magten og friheden tilbage, og kampen ender med at Saruman bliver dræbt af sin tjener. Freden er dermed genoprettet, men Frodo's sår fra ringånderne og fra byrden af at være Ringbærer kan aldrig heles helt. Hans elvervenner fra Kløvedal - som ønsker at forlade denne verden der nu tilhører menneskene - tilbyder ham derfor plads sammen med Bilbo på et skib til De Udødelige Lande, hvor han vil kunne finde endelig fred for sine smerter. Og således skilles rejseselskabet endeligt, og Samvis kan som den sidste rejse fra selskabet hjem til sin familie.

## Ringenes Herre i bogform
Dronning Margrethe 2. illustrerede i 1977 under pseudonymet Ingahild Grathmer en udgave af den danske oversættelse.
Ringenes Herre blev udgivet i tre bind, meget imod Tolkiens vilje, men bogen ville simpelthen blive for dyr, hvis ikke den blev delt op.
Eventyret om Ringen følger broderskabet på deres rejse, indtil Boromir dør, og Merry og Pippin bliver taget til fange. Derefter tager Frodo og Sam videre mod Mordor, mens Aragorn, Legolas og Gimli følger efter Sarumans ûruk-hai'er for at befri Merry og Pippin.
De to Tårne handler om de to gruppers videre færd og slaget ved Helms kløft i Rohan. Der er tvivl om, hvilke to tårne overskriften hentyder til, for i breve har Tolkien både hentydet til Bârad-dûr og Orthanc og til Orthanc og orkernes vagttårn, som Frodo bliver holdt fanget i.
Kongen vender tilbage fortæller om slaget på Pelenor-sletten og Ringens ødelæggelse. Tolkien var ikke glad for navnet på bogen, for det afslører slutningen af bogen.

## Ringenes Herre i andre medier

### Film
Første halvdel af de tre bøger blev i 1978 filmatiseret af Ralph Bakshi som en animeret film. I 1980 filmatiserede Jules Bass og Arthur Rankin Jr. resten af trilogien til tv.
Ringenes Herre er siden, med stor succes, filmatiseret af den newzealandske filminstruktør Peter Jackson i filmtrilogien Ringenes Herre. Første del, Eventyret om Ringen, havde premiere i december 2001, De to Tårne i december 2002 og sidste del af filmatiseringen, Kongen vender tilbage, i december 2003.
I rollerne er bl.a. Elijah Wood som Frodo, Ian McKellen som Gandalf, Viggo Mortensen som Aragorn, Sean Astin som Sam, Liv Tyler som Arwen, Christopher Lee som Saruman, Billy Boyd som Pippin, Dominic Monaghan som Merry, Bernard Hill som Theodén, Miranda Otto som Èowyn, Karl Urban som Éomer, David Wenham som Faramir, Sean Bean som Boromir, John Noble som Denethor, Andy Serkis som Gollum, Cate Blanchett som Galadriel, Orlando Bloom som Legolas, John Rhys-Davies som Gimli, Ian Holm som Bilbo og Hugo Weaving som Elrond.
Der er gået 1.000.000 meter film alene til optagelserne af første del af Ringenes Herre. I en enkelt scene var der 250 heste med, desuden havde 70 specialtrænede heste roller i filmen, og Peter Jackson's filmatisering er helt overordnet en anselig storfilm. Standard-versionen er på 9,3 timer, og den forlængede version på 11,2 timer.

### Radio
Brian Sibley fra den britiske statsradiofoni BBC dramatiserede i 1981 trilogien som et hørespil af i alt 13 timers varighed. Skuespilleren Ian Holm, som i Peter Jacksons filmatisering spillede Bilbo Sækker, lagde i hørespillet stemme til hovedpersonen Frodo Sækker.
I Danmark har forfatteren Rune T. Kidde bearbejdet og oplæst Ringenes Herre som en føljeton af i alt 24 timers varighed i DRs Børneradio.

### Computerspil
Siden april 2007 har man kunnet opleve Ringenes Herre som MMORPG i computerspillet The Lord of the Rings Online.
Ringenes Herre kan også opleves i Lego-spilversioner under navnet "Lego Lord of the Rings", med nogenlunde samme historieforløb men noget mere børnevenligt og tilsat humor og finurlighed som det også kendes fra andre Lego-spil og -film.
Siden 2014 har Warner Bros. Interactive Entertainment produceret en serie spil ved navn Middle-earth: Shadow of Mordor (en).

## Kendte figurer fra Ringenes Herre
- Broderskabet: Aragorn, Frodo, Gandalf, Sam, Gimli, Legolas, Merry, Pippin og Boromir
- Elvere: Arwen, Elrond, Galadriel, Celeborn, Glorfindel, Haldir, Galdor, Círdan, Celebrimbor, Thranduil og Legolas
- Mennesker: Alfrid, Aragorn, Boromir, Denethor, Faramir, Imrahil, Théoden, Éomer, Éowyn og Erkenbrand
- Hobbitter: Frodo Sækker, Samvis Gammegod, Bilbo Sækker, Meriadoc "Merry" Brændebuk, Peregrin "Pippin" Toker, Fredegar "Bolle" Bulner, Lobelia og Otho Posenborg-Sækker
- Dværge: Gimli, Glóin, Dáin, Dori, Nori, Bifur, Bofur, Bombur, Dvalin, Balin, Ori, Óin, Kili, Fili og Thorin Egeskjold
- Troldmænd: Gandalf, Radagast og Saruman
- Enter: Træskæg og Lynstråle
- Andre: Gollum, Tom Bombadil og Sauron

## Lokaliteter
Lande
- Gondor, Herredet, Mordor, Rohan, Harad, Isengard, Dysterland, Rhun, Bukland, Dunkelskov, Lorien, Angmar, Moria, Kløvedal, Eregion, Briland